# Forme standard de Frénicle
Pour les articles homonymes, voir Frénicle.
En mathématiques, la forme standard de Frénicle permet de donner un numéro unique à un carré magique, ainsi qu'à ses transpositions et ses permutations (c’est-à-dire si l'ordre des lignes est inversé). Le concept est nommé en l'honneur de Bernard Frénicle de Bessy. Ainsi les carrés magiques
```
 8 1 6  8 3 4    4 9 2  4 3 8    6 7 2  6 1 8    2 9 4  
2
 
7
 
6

 3 5 7  1 5 9    3 5 7  9 5 1    1 5 9  7 5 3    7 5 3  
9
 
5
 
1

 4 9 2  6 7 2    8 1 6  2 7 6    8 3 4  2 9 4    6 1 8  
4
 
3
 
8
```

sont tous essentiellement similaires. Un carré magique est dans une forme standard de Frénicle si les deux conditions suivantes sont appliquées :
1. L'élément au coin supérieur gauche est le plus petit des éléments d'angle.
2. L'élément immédiatement à droite du coin supérieur gauche est plus petit que l'élément immédiatement sous le coin supérieur gauche.

Ainsi dans l'exemple ci-dessus, le dernier carré est dans une forme standard de Frénicle.
Il existe huit carrés magiques essentiellement similaires  avec la même forme standard et une seule forme standard parmi les carrés essentiellement similaires.